# Jaunbērzes pagasts
Jaunbērzes pagasts er en territorial enhed i Dobeles novads i Letland. Pagasten etableredes i 1945, havde 1.094 indbyggere i 2010 og omfatter et areal på 110,55 kvadratkilometer. Hovedbyen i pagasten er Jaunbērze.